# Snowboarding na Zimowej Uniwersjadzie 2023 – Slopestyle mężczyzn
Slopestyle mężczyzn na Zimowej Uniwersjadzie 2023 odbył się w dniach 17–18 stycznia w Gore Mountain.

## Terminarz
| Data        | Konkurencja  | Godzina rozpoczęcia | Godzina rozpoczęcia |
| Data        | Konkurencja  | UTC-05:00           | CET                 |
| ----------- | ------------ | ------------------- | ------------------- |
| 17 stycznia | Kwalifikacje | 13:15               | 19:15               |
| 18 stycznia | Finał        | 13:22               | 19:22               |

## Wyniki

### Kwalifikacje
| Pozycja | Nr | Zawodnik                           | Reprezentacja    | Przejazdy | Przejazdy | Najlepszy | Uwagi |
| Pozycja | Nr | Zawodnik                           | Reprezentacja    | 1         | 2         | Najlepszy | Uwagi |
| ------- | -- | ---------------------------------- | ---------------- | --------- | --------- | --------- | ----- |
| 1.      | 7  | Haruhi Tsuji                       | Japonia          | 92,75     | 20,00     | 92,75     | Q     |
| 2.      | 2  | Kristian Salac                     | Czechy           | 87,00     | 51,00     | 87,00     | Q     |
| 3.      | 5  | Yusei Kaku                         | Japonia          | 74,25     | 83,25     | 83,25     | Q     |
| 4.      | 9  | Noé Petit                          | Francja          | 82,50     | 54,00     | 82,50     | Q     |
| 5.      | 4  | Atsuhiro Suzuki                    | Japonia          | 78,75     | 82,00     | 82,00     | Q     |
| 6.      | 3  | Philip Schwan                      | Szwajcaria       | 77,50     | 38,25     | 77,50     | Q     |
| 7.      | 19 | Simeon Mitrew                      | Bułgaria         | 52,25     | 77,25     | 77,25     | Q     |
| 8.      | 8  | Lee Min-sik                        | Korea Południowa | 71,75     | 74,75     | 74,75     | Q     |
| 9.      | 14 | Moritz Wolfgang Breu               | Niemcy           | 71,25     | 49,75     | 71,25     | Q     |
| 10.     | 1  | Yuto Yamada                        | Japonia          | 68,50     | 48,50     | 68,50     | Q     |
| 11.     | 15 | Krzysztof Owczarek                 | Polska           | 32,50     | 59,25     | 59,25     | Q     |
| 12.     | 11 | Seo Gyeong                         | Korea Południowa | 54,75     | 7,00      | 54,75     | Q     |
| 13.     | 12 | Martin Zachary Leleu               | Francja          | 53,25     | 38,00     | 53,25     |       |
| 14.     | 18 | Jadon Scures                       | Tajlandia        | 42,00     | 49,00     | 49,00     |       |
| 15.     | 16 | Jan Jaromin                        | Polska           | 16,50     | 43,50     | 43,50     |       |
| 16.     | 13 | Natan Rémy Elijah Ndoumbe Moukouri | Francja          | 22,50     | 38,00     | 38,00     |       |
| 17.     | 10 | Leopold Mathias Frey               | Niemcy           | 23,50     | 35,00     | 35,00     |       |
| 18.     | 17 | Tim Kägy                           | Niemcy           | 30,75     | 34,00     | 34,00     |       |
| DNS     | 6  | Jonah James Cantelon               | Kanada           | DNS       | DNS       | DNS       |       |

### Finał
| Pozycja | Nr | Zawodnik             | Reprezentacja    | Przejazdy | Przejazdy | Najlepszy |
| Pozycja | Nr | Zawodnik             | Reprezentacja    | 1         | 2         | Najlepszy |
| ------- | -- | -------------------- | ---------------- | --------- | --------- | --------- |
| 01 !    | 8  | Lee Min-sik          | Korea Południowa | 25,50     | 90,00     | 90,00     |
| 02 !    | 7  | Haruhi Tsuji         | Japonia          | 87,25     | 88,00     | 88,00     |
| 03 !    | 4  | Atsuhiro Suzuki      | Japonia          | 80,00     | 50,00     | 80,00     |
| 4.      | 5  | Yusei Kaku           | Japonia          | 69,50     | 76,50     | 76,50     |
| 5.      | 2  | Kristian Salac       | Czechy           | 73,00     | 24,75     | 73,00     |
| 6.      | 14 | Moritz Wolfgang Breu | Niemcy           | 59,00     | 67,50     | 67,50     |
| 7.      | 19 | Simeon Mitrew        | Bułgaria         | 32,50     | 66,75     | 66,75     |
| 8.      | 1  | Yuto Yamada          | Japonia          | 38,25     | 35,25     | 38,25     |
| 9.      | 3  | Philip Schwan        | Szwajcaria       | 26,00     | 37,25     | 37,25     |
| 10.     | 9  | Noé Petit            | Francja          | 33,25     | 34,00     | 34,00     |
| 11.     | 11 | Seo Gyeong           | Korea Południowa | 28,50     | 9,50      | 28,50     |
| 12.     | 15 | Krzysztof Owczarek   | Polska           | 12,75     | 19,25     | 19,25     |